# Călin Albuț
Septimiu Cǎlin Albuț (n. 23 mai 1981, Bistrița, Bistrița-Năsăud, România) este un fotbalist român care joacă pe postul de portar pentru echipa FC Universitatea Cluj.

## Cariera
Călin Albuț a început să joace fotbal la formația de juniori CSȘ Bistrița, din orașul său natal. În 1999, a început să joace fotbal la nivel de seniori, activând timp de un sezon la Hârtia Prundu - Bârgăului, formație din eșalonul al patrulea din România. Începând din sezonul 2000-2001, Albuț a ajuns la FC Baia Mare, alături de care a promovat în Liga I, însă clubul băimărean a vândut locul lui FCM Bacău.
Peste un sezon, Albuț și Baia Mare au fost din nou aproape de promovare, însă au pierdut barajul cu Farul Constanța. Portarul a rămas la această echipă până la retrogradarea acesteia în Liga a III-a, după sezonul 2003-2004. Din următorul sezon a ajuns la Gloria Bistrița, pentru care a evoluat însă în doar două partide în primul sezon.
Treptat, a devenit titular între buturile formației conduse pe atunci de Jean Pădureanu, iar în sezonul 2006-2007 Călin a evoluat în 33 de partide, ajutând-o pe Gloria Bistrița să ocupe locul șase la finalul campionatului. În perioada de transferuri, a fost aproape de a ajunge la Rapid București, însă statutul de viitoare rezervă a lui Dănuț Coman l-au îndemnat să rămână la Bistrița.
Totuși, sezonul 2007-2008 avea să fie tot unul de prost augur pentru Albuț, deoarece acesta a fost mai mereu rezerva lui Ciprian Tătărușanu. Acesta a fost ulterior vândut la Steaua București, însă a fost cedat de Steaua la Bistrița până la finalul sezonului 2008-2009. Odată cu retrogradarea Bistriței, Albuț se transferă la FCM Târgu Mureș, urmând să ajungă și la Rapid. În prezent joacă pentru Viitorul.